# Orgerus
Orgerus ist eine französische Gemeinde mit 2.484 Einwohnern (Stand: 1. Januar 2022) im Département Yvelines in der Region Île-de-France. Sie gehört zum Arrondissement Mantes-la-Jolie und zum Kanton Bonnières-sur-Seine (bis 2015: Kanton Houdan). Die Einwohner werden Orgerussiens genannt.

## Geographie
Orgerus befindet sich etwa 60 Kilometer westlich von Paris am nordwestlichen Rand des Waldes von Rambouillet. Umgeben wird Orgerus von den Nachbargemeinden Saint-Martin-des-Champs im Norden und Nordosten, Osmoy und Flexanville im Nordosten, Béhoust im Osten, Millemont im Südosten, Bazainville im Süden und Südwesten, Tacoignières im Westen sowie Prunay-le-Temple im Nordwesten.

## Bevölkerungsentwicklung
| Jahr      | 1962 | 1968 | 1975 | 1982 | 1990 | 1999 | 2006 | 2012 | 2021 |
| Einwohner | 884  | 1012 | 1457 | 2004 | 2184 | 2245 | 2324 | 2340 | 2480 |

## Sehenswürdigkeiten
- Kirche Saint-Pierre-aux-Liens aus dem 15. Jahrhundert, Monument historique
- Reste des Schlosses Orgerus
- Schlösser Montplaisant und Les Ifs (jeweils 18. Jahrhundert)
- Waschhaus

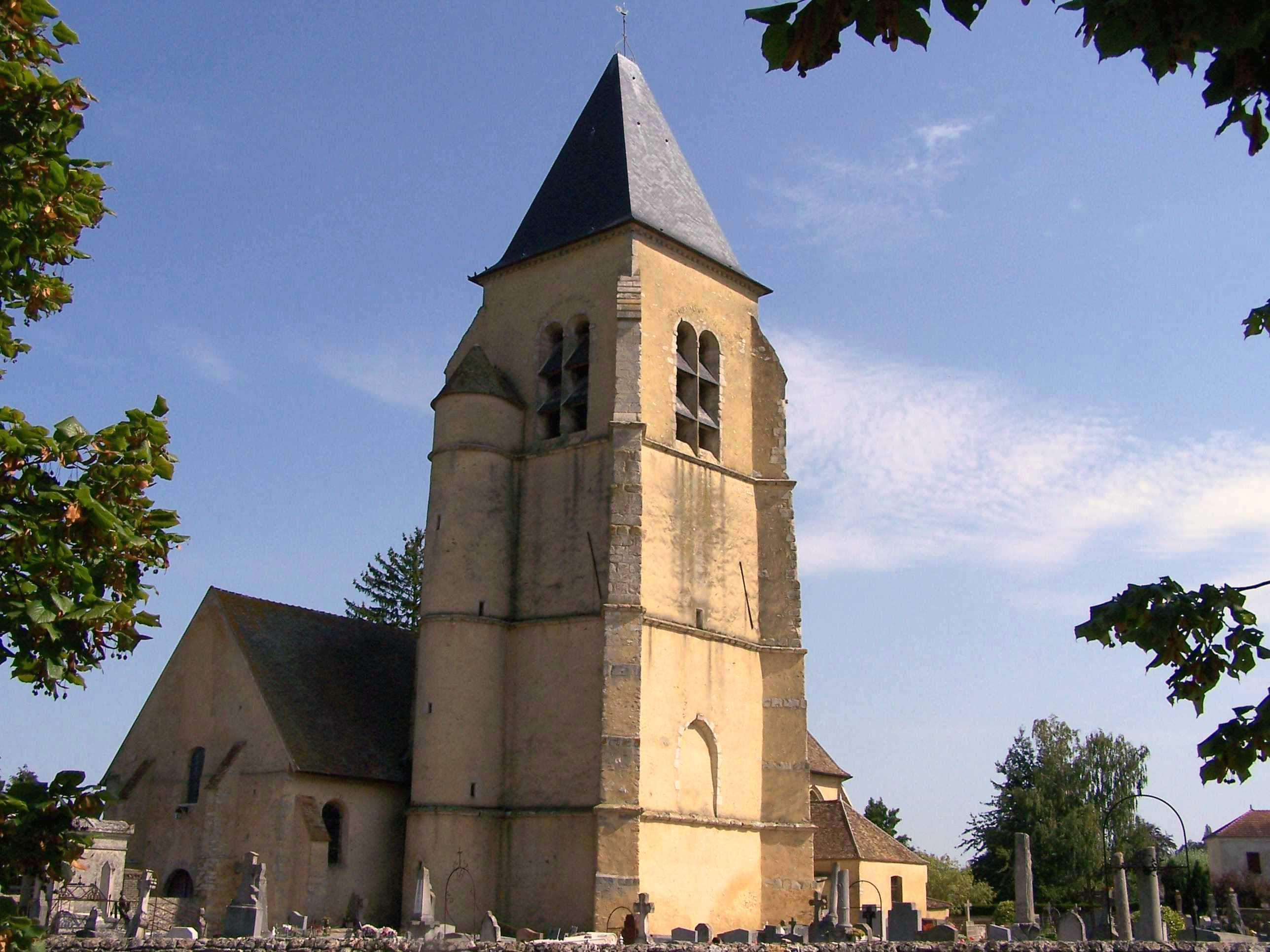
Kirche Saint-Pierre-aux-Liens
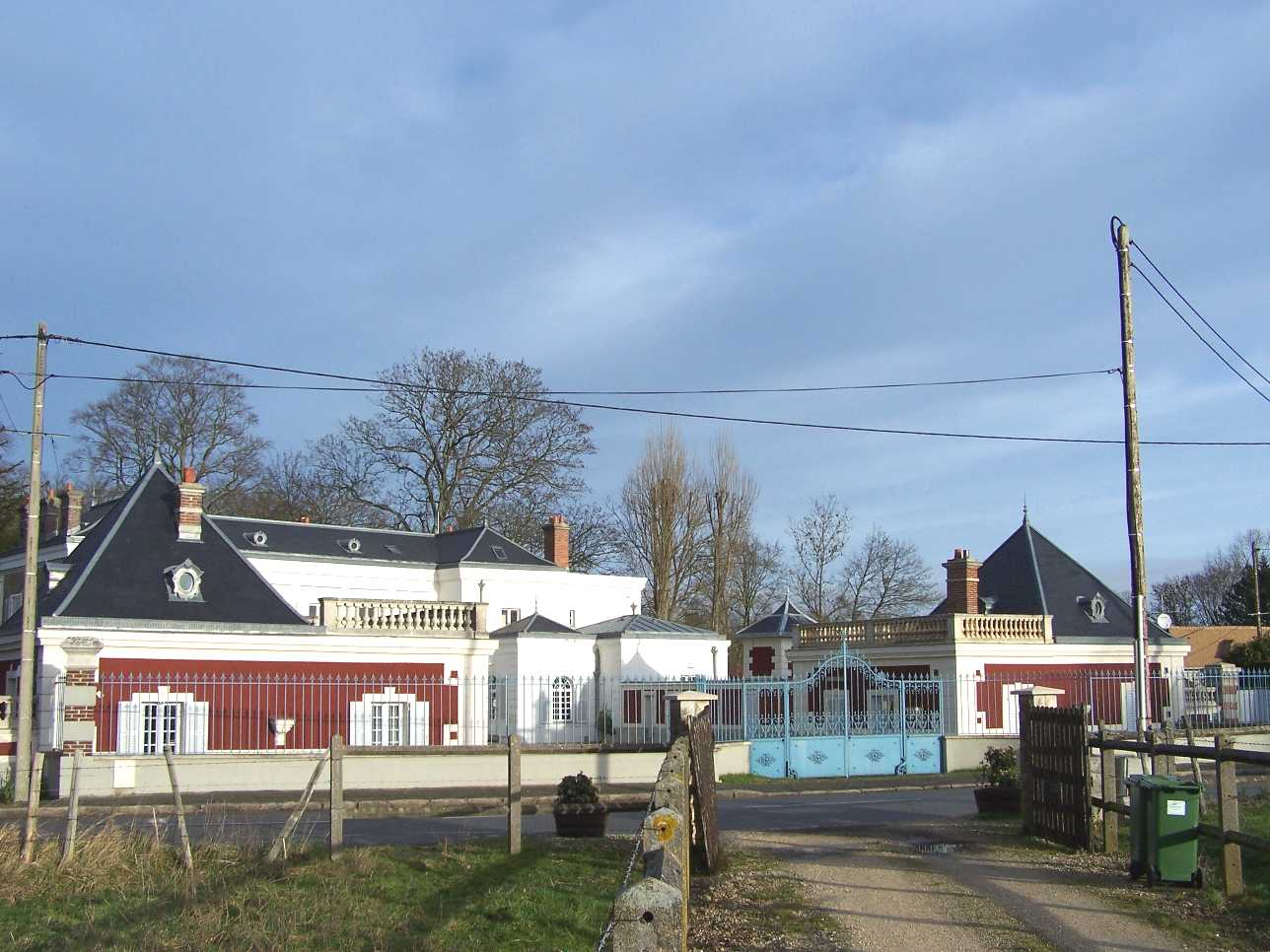
Schloss Les Ifs

## Gemeindepartnerschaft
Mit der Gemeinde Unterdießen in Bayern besteht eine kommunale Partnerschaft. 